# Ляпіс (мінерал)
Ля́піс (рос. ляпис, англ. caustic silver, lunar caustic, silver nitrate, нім. Lapis m) — у мінералогії — характерна частина назви деяких мінералів.
Розрізняють:
- ляпіс коронгійський (дорогоцінний різновид лазуриту з Коронгу, Гірсько-Бадахшанська АО);
- ляпіс-лазур (афганський лазурит, дорогоцінна порода, що містить лазурит);
- ляпіс-лазур колорадська (дорогоцінний різновид темно-синього лазуриту з Колорадо, США);
- ляпіс материнський (лазурит з включеннями кальциту);
- ляпіс мідний (лазурит);
- ляпіс німецький (яшма, забарвлена берлінською лазур'ю);
- ляпіс швейцарський (імітація лазуриту).